# 竹越竹代
竹越 竹代（たけこし たけよ、明治3年10月12日（1870年11月5日）－昭和19年（1944年）12月19日）は、明治時代の婦人運動家である。日本初の女性記者として『國民新聞』で取材し記事を書いた。

## 生涯
明治3年（1870年）10月12日に岡山に生まれる。父は岡山藩の士族である中村秀人だったが、竹代が9歳時に死去。母である中村静子に育てられた。
女学校入学後の明治16年（1883年）に金森通倫から洗礼を受け、キリスト教徒となった。岡山の山陽女学校を卒業し、明治20年（1887年）に大阪の梅花女学校に入学した。
明治22年（1889年）に、新聞記者の竹越 與三郎と結婚した。同年に、夫とともに徳富蘇峰の民友社に招かれて上京し、明治23年（1990年）の『國民新聞』の創刊に参画した。同紙では日本初の女性記者としてインタビュー記事などを執筆した。竹代が新聞記事を執筆していたのは明治25年（1892年）末までの2年間程度で、新聞の他にも『家庭雑誌』にも寄稿していた。
上京後すぐに東京婦人矯風会（のちの日本基督教婦人矯風会）の会員となった。明治26年（1993年）には幹部となり、機関誌『婦人矯風雑誌』の編集や一夫一婦建白書の取りまとめなどを行った。同会の初代会長である矢嶋楫子らと廃娼運動や禁酒禁煙運動を展開した。明治25年（1892年）に万国婦人矯風会本部のM・A・ウエストが来日し、18都市で演説会を開いたが、金沢を遊説中に死亡した。竹代はこの遊説に同行し、『ウエスト女史遺訓』という本を編纂した。
夫の竹越與三郎は1902年から衆議院議員を5期務め、その後、貴族院議員と枢密顧問官となった。竹代は内助に徹した。
晩年は仏教徒になり、在家で仏道修行にはげんだ。昭和19年（1944年）12月19日に亡くなった。

## 家族
- 父・中村秀人（秀之進） ‐ 岡山藩士。早世。実家は代々藩士で、父の成田元譲（1795頃-1870）は成田充実（鉄之進）と浦上玉堂の娘との子であり、中年より浦上春琴に絵を学び、半烟と号した[5][6]。兄の成田太郎（太郎兵衛、元美、1829－1883）は、国事周旋方として藩主池田茂政を補佐し、維新後は権大参事となり、岡山兵学館を設立するなど藩政・県政に携わった[7][8][9]。
- 母・しづ（静子） ‐ 医師・石坂堅壮（1814-1899）の長女。父の堅壮は三日月藩士・船曳五七郎の二男に生まれ、岡山の蘭方医・石坂桑亀に師事し、その婿養子となって倉敷で開業、肝ジストマの発見者として知られる[10]。
- 夫・竹越与三郎
- 妹・重樹 ‐ ドイツ語教授・水野繁太郎（1868-）の妻。繁太郎は岡山藩士・水野友吉の長男に生まれ、15歳から東京外国語学校に学び、1885年に同校廃校に伴い中退して1986年より米国に6年、ドイツに3年遊学、1895年に帰国し、1897年に同校が再興されると教授に就任し、東京高等商業学校などの講師も兼任、イエズス会による上智大学設立に参画し、1914年同大開校とともに同大初代ドイツ語教授に就任した[11][12][13]。
- 弟・中村興麿 ‐

## 編著書
- 『婦人立志篇 上/ 警醒杜, 明25.11』 - 国立国会図書館デジタルコレクション
- 『ウエスト女史遺訓/ 東京婦人矯風会, 明26.4』 - 国立国会図書館デジタルコレクション